# اندیس خاک نسوز بوکسیتی قمیشلو
خاک نسوز بوکسیتی قمیشلو یک اندیس غیرفلزی است که در حوالی شهر آوج استان قزوین قرار دارد و مادهٔ معدنی موجود در آن، خاک نسوز است.سنگ میزبان این اندیس سنگ آهک سازند روته است و دیرینگی آن به دوران پرمین می‌رسد. 